# Bercloux
Bercloux là một xã trong tỉnh Charente-Maritime Charente-Maritime trong vùng Nouvelle-Aquitaine, tây nam nước Pháp. Xã Bercloux nằm ở khu vực có độ cao trung bình 40 mét trên mực nước biển.